# Timothäus Gerresheim
Timothäus Gerresheim (Berlino, 24 febbraio 1939) è un ex schermidore tedesco, vincitore di una medaglia di bronzo nella scherma ai giochi olimpici.